# Rallye du Maroc 1975
Le Rallye du Maroc 1975 (18e Rallye du Maroc), disputé du 24 au 28 juin 1975, est la vingt-sixième manche du championnat du monde des rallyes (WRC) courue depuis 1973, et la cinquième manche du championnat du monde des rallyes 1975 (WRC).

## Contexte avant la course

### Le championnat du monde
Onze rallyes sont au programme du championnat 1975, soit trois de plus que la saison précédente qui avait été tronquée à cause du premier choc pétrolier. Le rallye du Maroc constitue la deuxième épreuve africaine du calendrier, après le Safari couru deux mois plus tôt. Les épreuves du championnat sont réservées aux voitures des catégories suivantes :
- Groupe 1 : voitures de tourisme de série
- Groupe 2 : voitures de tourisme spéciales
- Groupe 3 : voitures de grand tourisme de série
- Groupe 4 : voitures de grand tourisme spéciales

Quoique faisant partie du même groupe, Lancia et Fiat se disputent le titre mondial, et sont les seuls constructeurs disposant d'un programme étoffé. Après un affrontement direct en début de saison, le comité de coordination de l'activité sportive du groupe a toutefois décidé d'alterner la participation de ses deux marques, afin de réduire les budgets des départements 'compétition'. Pour la première fois de la saison, Lancia, largement en tête du championnat grâce à ses deux victoires à Monte-Carlo et en Suède, n'est pas présent, les Stratos étant jugées peu adaptées aux pistes marocaines, laissant aux robustes spiders Fiat 124 le soin de défendre les couleurs italiennes face aux Peugeot 504 officielles, le constructeur français ayant axé son programme rallye sur les seules épreuves africaines.

### L'épreuve
Créé en 1934, le rallye du Maroc est considéré comme l'une des épreuves les plus difficiles du championnat. Régulièrement disputé depuis 1967 (après une interruption d'une dizaine d'années), il comporte des secteurs chronométrés de plusieurs centaines de kilomètres sur des pistes rocailleuses, très éprouvantes pour les hommes et les mécaniques. Les Alpine A110 s'étaient imposées lors des deux dernières éditions de l'épreuve, avec Bernard Darniche en 1973 et Jean-Pierre Nicolas en 1974 (hors championnat), mais après son échec au Safari le constructeur dieppois a mis un terme à son programme africain cette saison.

## Le parcours
- départ : 24 juin 1975 de Casablanca
- arrivée : 28 juin 1975 à Casablanca

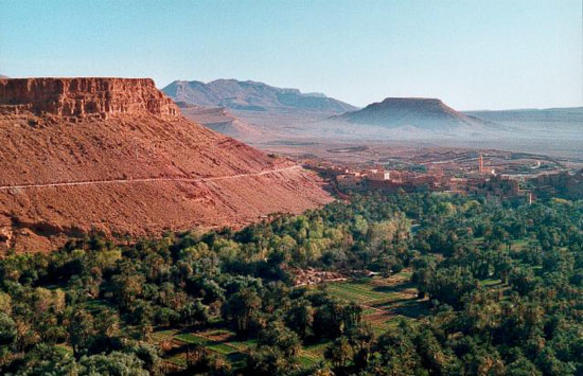
L'oasis du Draa, point de passage de la Transmarocaine, la plus longue spéciale du rallye.

- distance : 4083 km, dont 1962 km sur 9 épreuves spéciales
- surface : asphalte et terre
- Parcours divisé en un prologue et deux étapes[2]

### Prologue
- Casablanca - Rabat, 300 km, 24 juin
- 1 épreuve spéciale, 95 km

### Première étape
- Rabat - Fez - Marrakech, plus de 1700 km, du 25 au 26 juin
- 5 épreuves spéciales, 789 km

### Deuxième étape
- Marrakech - Agadir - Casablanca, plus de 2000 km, du 27 au 28 juin
- 3 épreuves spéciales, 1078 km (dont la Transmarocaine, longue de 786 km)

## Les forces en présence
- Fiat

Le constructeur turinois a déployé d'importants moyens pour cette épreuve. La Scuderia Lancia, absente ici, a délégué son directeur sportif Daniele Audetto, pour qui un avion privé et un hélicoptère ont été mis à disposition ! Lancia a également prêté un de ses pilotes, Björn Waldegård épaulant pour l'occasion Markku Alén et Bernard Darniche. Vingt jours de reconnaissance ont été effectués en préparation de l'épreuve. Les trois spiders 124 Abarth groupe 4 sont animés d'un moteur quatre cylindres 1750 cm3 à seize soupapes développant 195 chevaux et pèsent environ une tonne dans leur configuration piste, qui comprend même un dispositif d'air conditionné. Trois types de pneus ont été sélectionnés par Pirelli : une gomme pour l'asphalte et un choix de deux gommes différentes pour la terre. Si les Fiat sont les plus rapides des voitures en lice, elles ne sont toutefois pas favorites sur les pistes rocailleuses. S'étant cassé le pied après une mauvaise chute quelques jours avant le départ, Darniche va devoir piloter avec une chaussure renforcée, un handicap certain.
- Peugeot

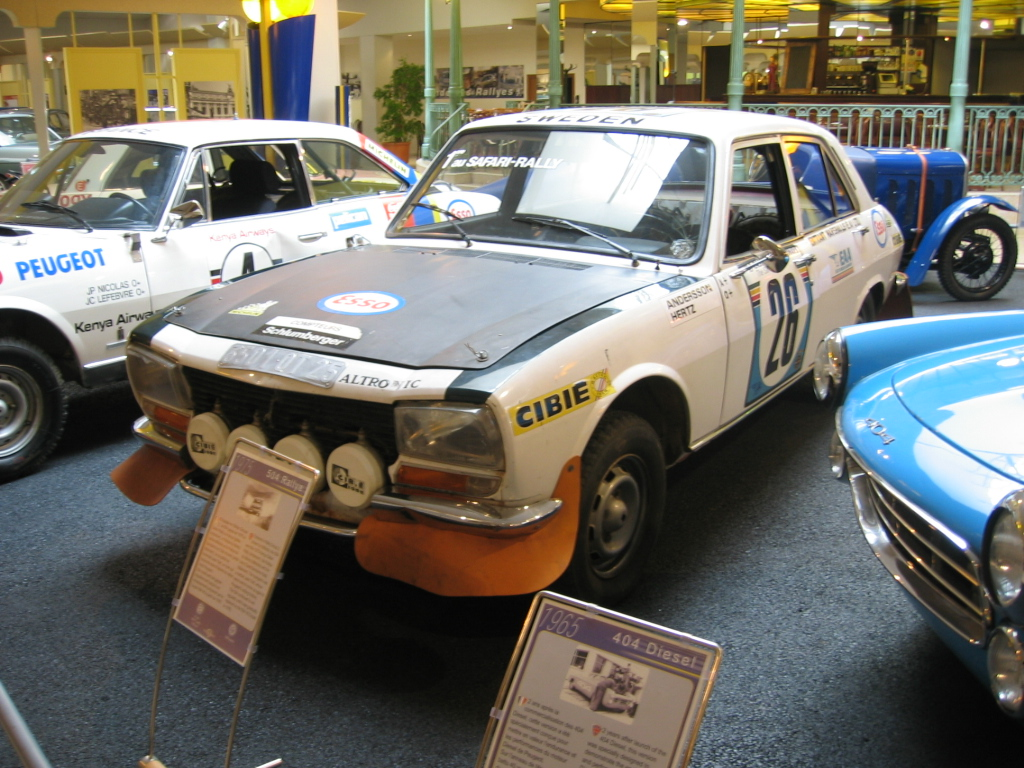
La Peugeot 504 groupe 2, dominatrice des rallyes africains (ici la version Safari).

Après ses récents succès au rallye du Bandama et au Safari, Peugeot est nettement favori sur les terres marocaines. Le constructeur sochalien a engagé trois 504 groupe 2 (moteur deux litres à injection, 180 chevaux à 7000 tr/min, 1300 kg, suspension renforcée) pour Timo Mäkinen, Hannu Mikkola et Bernard Consten. Les 504 représentent la majorité du plateau, vingt-trois voitures privées épaulant l'équipe officielle. Le Team Aseptogyl a engagé quatre 504, deux « groupe 2 » pour Marianne Hoepfner et Yveline Vanoni et deux « groupe 1 » pour Christine Dacremont et  Claudine Trautmann. Le journaliste Pierre Pagani dispose quant à lui d'une 504 groupe 2 ex-usine (140 chevaux) et bénéficie de l'assistance officielle.
- Datsun

Le constructeur japonais est représenté par l'écurie Ivoire, qui engage sept Datsun, la plus compétitive étant la 160J groupe 2 confiée à Shekhar Mehta. Organisateur du rallye du Bandama, Jean-Claude Bertrand dispose d'un coupé 240Z groupe 4. Raymond Touroul et Alain Ambrosino disposent tous deux de modèles 180B groupe 2.
- Citroën

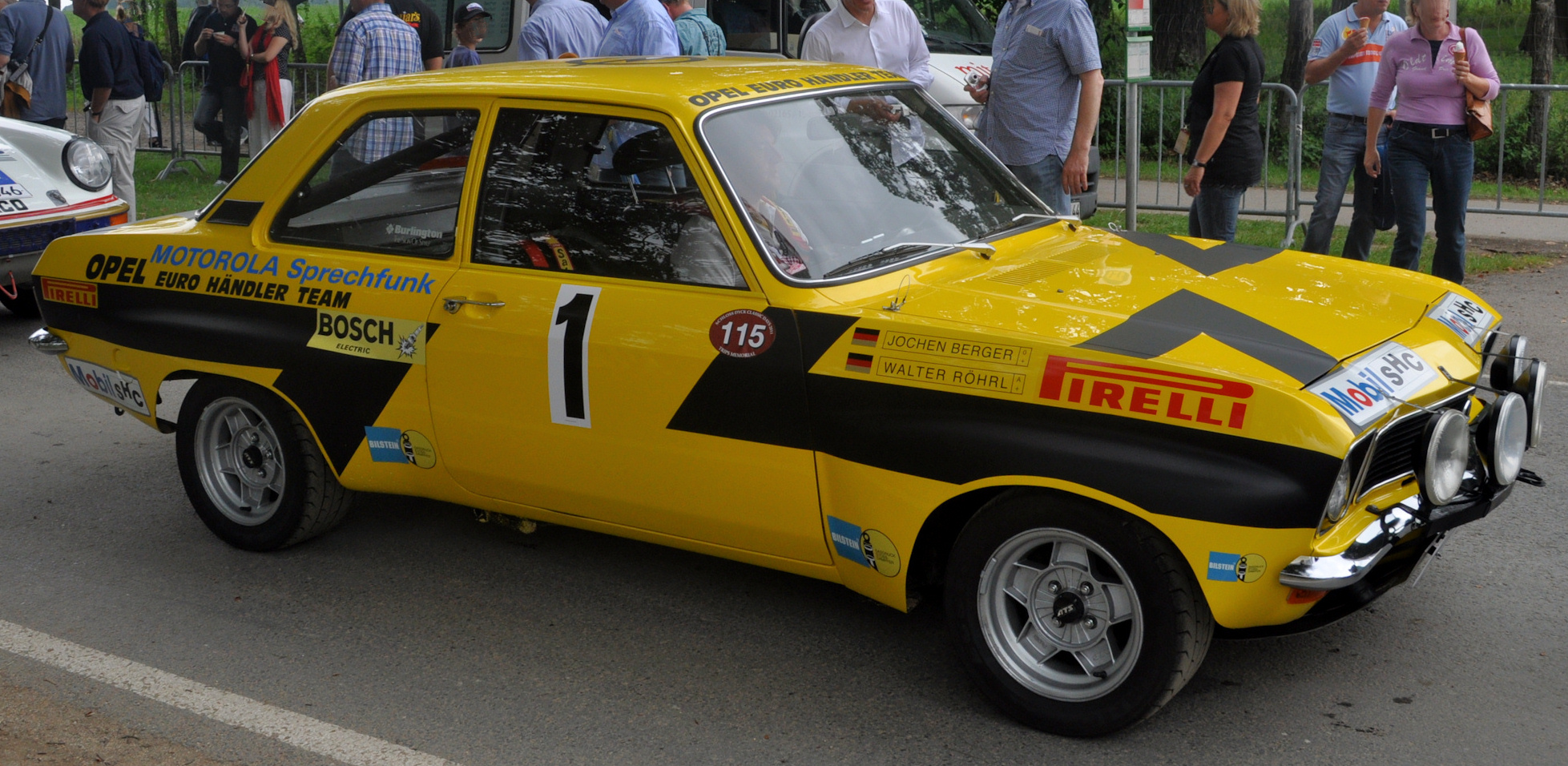
L'Opel Ascona groupe 2, victorieuse du rallye de l'Acropole le mois précédent.

Vainqueur de l'épreuve en 1955 et 1971, Jean Deschazeaux dispose cette année d'une DS 23 de série, de même que Raymond Ponnelle, autre pilote local connaissant parfaitement le parcours. Tout comme au rallye Monte-Carlo, Claude Laurent pilote une GS groupe 2 (deux carburateurs double corps, environ 100 chevaux à 7400 tr/min).
- Opel

Après sa victoire en Grèce, l'Euro Händler Team engage à nouveau deux Ascona groupe 2 pour Walter Röhrl et Rauno Aaltonen. Le moteur deux litres préparé par Irmscher a été dégonflé au bénéfice de la fiabilité, ne développant plus que 150 chevaux à 7200 tr/min (contre près de 200 chevaux pour les épreuves européennes).

## Déroulement de la course

### Prologue
103 équipages prennent le départ de Casablanca le mardi 24 juin. Ce prologue de 300 kilomètres ne comporte qu'une seule spéciale, longue de 95 kilomètres, déterminante pour l'ordre de départ de la première étape. Le parcours est rapide, avantageant la puissance des Fiat. Markku Alén se montre effectivement le plus rapide, devançant de près d'une minute son coéquipier Björn Waldegård. Cependant la troisième Fiat, confiée à Bernard Darniche, est retardée d'emblée par une casse de différentiel : la réparation coûte deux heures au pilote français, qui sera contraint de s'élancer en 92e position le lendemain, un lourd handicap sur les pistes rocailleuses. Derrière les deux spiders Fiat, Timo Mäkinen s'est montré le plus rapide des pilotes Peugeot, juste devant l'Alpine de Robert Neyret et l'Opel de Walter Röhrl. Les deux autres  Peugeot 504 officielles ont été légèrement retardées, une crevaison ayant relégué Hannu Mikkola à la sixième place, alors que Bernard Consten, neuvième, a connu des problèmes de pression d'essence. Quelques abandons ont émaillé ce prologue, dont celui spectaculaire de Christine Dacremont (504 groupe 1), légèrement blessée au visage après avoir effectué un tonneau.
| Pos. | Pilote             | Copilote           | Voiture                | Temps           | Écart        | Groupe |
| ---- | ------------------ | ------------------ | ---------------------- | --------------- | ------------ | ------ |
| 1    | Markku Alén        | Ilkka Kivimäki     | Fiat 124 Abarth Spider | 1 h 03 min 12 s |              | 4      |
| 2    | Björn Waldegård    | Hans Thorszelius   | Fiat 124 Abarth Spider | 1 h 04 min 06 s | + 54 s       | 4      |
| 3    | Timo Mäkinen       | Henry Liddon       | Peugeot 504            | 1 h 07 min 03 s | + 3 min 51 s | 2      |
| 4    | Robert Neyret      | Jacques Terramorsi | Alpine A110 1800       | 1 h 07 min 19 s | + 4 min 07 s | 4      |
| 5    | Walter Röhrl       | Jochen Berger      | Opel Ascona            | 1 h 07 min 33 s | + 4 min 21 s | 2      |
| 6    | Hannu Mikkola      | Jean Todt          | Peugeot 504            | 1 h 09 min 48 s | + 6 min 36 s | 2      |
| 7    | Jean Deschazeaux   | Jean Plassard      | Citroën DS 23          | 1 h 09 min 52 s | + 6 min 40 s | 1      |
| 8    | Jean-Paul Hoepfner | Pierre Fourton     | Renault 17 Gordini     | 1 h 10 min 58 s | + 7 min 46 s | 2      |
| 9    | Bernard Consten    | Gérard Flocon      | Peugeot 504            | 1 h 11 min 03 s | + 7 min 51 s | 2      |
| 10   | Jean-Pierre Rouget | Jean-Claude Bellot | Porsche Carrera        | 1 h 11 min 35 s | + 8 min 23 s | 3      |

### Première étape
Les concurrents repartent le mercredi matin de Rabat et vont devoir parcourir 1700 kilomètres pour rejoindre Marrakech le lendemain. Le début de l'étape est encore favorable aux Fiat, Alén et Waldegård confortant leurs places en tête, mais dès la deuxième épreuve spéciale de la journée les 504 de Mikkola et Mäkinen se montrent les plus rapides et menacent bientôt Alén, alors que Waldegård a plongé dans les profondeurs du classement, ayant perdu près de deux heures et demie pour faire réparer son train arrière et que Darniche a dû renoncer, batterie hors d'usage. Désormais seul pilote de l'équipe Fiat à pouvoir briguer la victoire, Alén se montre le plus rapide dans le tronçon suivant, mais dans la spéciale de Missour il ne peut résister à l'attaque des Peugeot, concédant dix minutes à Mikkola et neuf à Mäkinen, qui s'emparent des deux premières places. La spéciale suivante confirme la supériorité des Peugeot, d'autant qu'Alén connait des problèmes d'allumage qui lui coûtent trois minutes de pénalisation. Mikkola rejoint Marrakech avec plus de deux minutes d'avance sur son coéquipier Mäkinen et plus de six sur Alén. Derrière ces trois pilotes, c'est le trou, Neyret, quatrième et premier privé étant déjà relégué à plus de quarante minutes, talonné par la DS de Jean Deschazeaux, premier du groupe 1, et par la 504 de Consten. Seuls 37 équipages sont encore en course. Parmi les nombreux abandons, on note ceux des deux Opel de Walter Röhrl (traverse arrière) et de Rauno Aaltonen (moteur).
| Pos. | Pilote           | Copilote                  | Voiture                | Temps            | Écart             | Groupe |
| ---- | ---------------- | ------------------------- | ---------------------- | ---------------- | ----------------- | ------ |
| 1    | Hannu Mikkola    | Jean Todt                 | Peugeot 504            | 11 h 33 min 48 s |                   | 2      |
| 2    | Timo Mäkinen     | Henry Liddon              | Peugeot 504            | 11 h 36 min 03 s | + 2 min 15 s      | 2      |
| 3    | Markku Alén      | Ilkka Kivimäki            | Fiat 124 Abarth Spider | 11 h 40 min 12 s | + 6 min 24 s      | 4      |
| 4    | Robert Neyret    | Jacques Terramorsi        | Alpine A110 1800       | 12 h 16 min 19 s | + 42 min 31 s     | 4      |
| 5    | Jean Deschazeaux | Jean Plassard             | Citroën DS 23          | 12 h 16 min 52 s | + 43 min 04 s     | 1      |
| 6    | Bernard Consten  | Gérard Flocon             | Peugeot 504            | 12 h 24 min 03 s | + 50 min 15 s     | 2      |
| 7    | Shekhar Mehta    | Bob Bean                  | Datsun 160J            | 13 h 36 min 03 s | + 2 h 02 min 15 s | 2      |
| 8    | Pierre Pagani    | Pierre-François Rousselot | Peugeot 504            |                  |                   | 2      |
| 9    | Georges Houel    | Jacky Heyder-Bruckner     | Renault 12 Gordini     |                  |                   | 2      |

### Deuxième étape

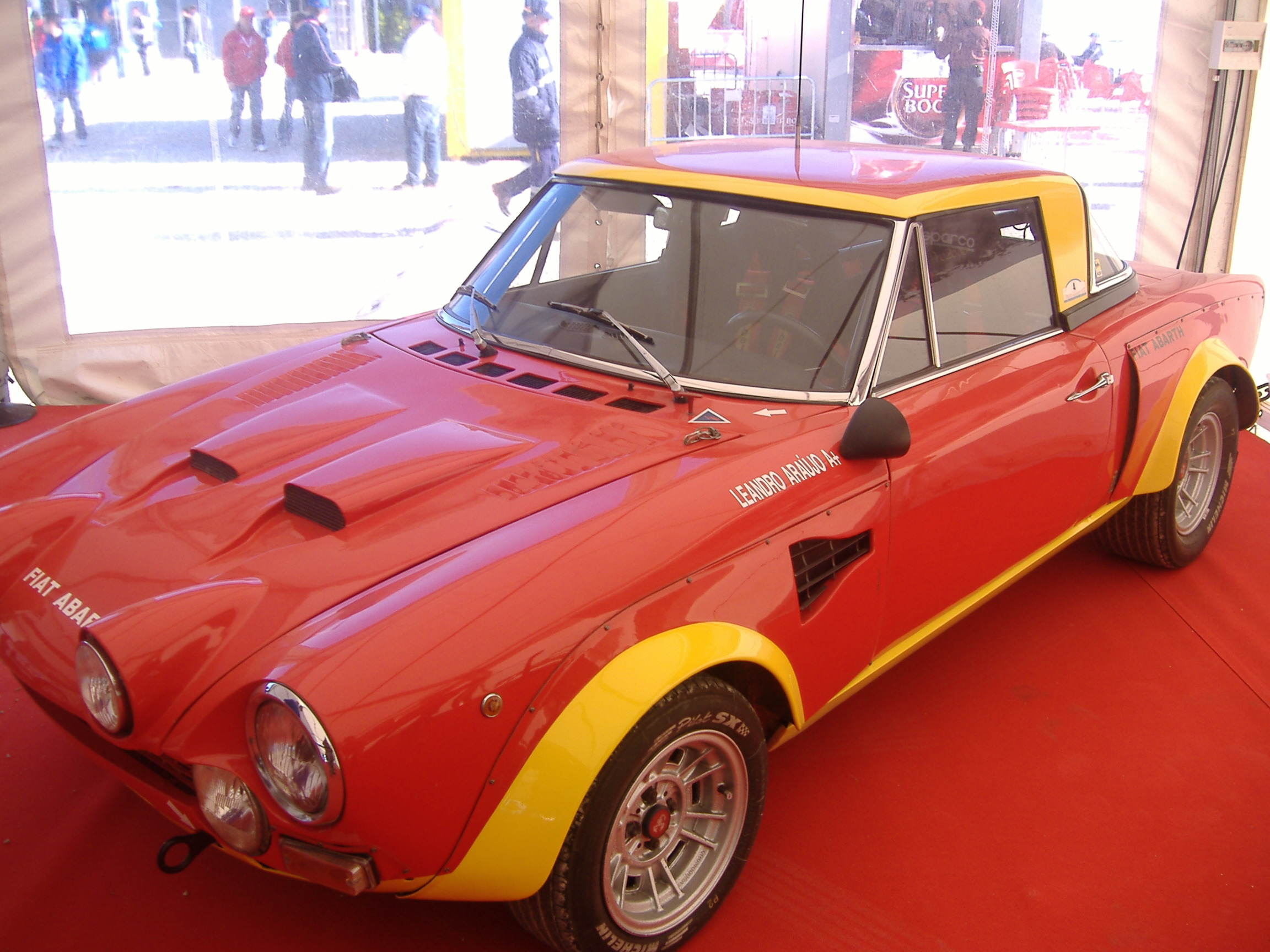
La deuxième étape va être fatale aux deux spiders Fiat Abarth d'Alén et de Waldegård.

Après vingt-quatre heures de repos, les équipages rescapés reprennent la piste le vendredi pour affronter les deux mille kilomètres de la dernière étape, entre Marrakech et Casablanca, la partie la plus dure du rallye. La première spéciale, relativement courte (85 kilomètres), remportée par Alén, ne bouleverse pas le classement général. Tout va se jouer dans le second secteur chronométré, la terrible Transmarocaine, un parcours de près de 800 kilomètres ! Sur trente-quatre équipages au départ d'Agadir, seize seulement vont venir à bout de cette terrible épreuve. Les deux Fiat d'Alén et Waldegård renoncent sur problèmes mécaniques, de même que Pagani, qui perd le bénéfice d'une course régulière à cause d'un enlisement lié à une erreur de parcours. À la suite de deux crevaisons lui ayant coûté quinze minutes, Mikkola a perdu la tête de la course au profit de son coéquipier Mäkinen. La domination de Peugeot est totale, Consten ayant dépassé Neyret et Deschazeaux pour s'emparer de la troisième place.
Il ne reste alors qu'une seule spéciale à parcourir, longue de 205 kilomètres. On s'achemine vers un triplé Peugeot et Mäkinen, fort de ses treize minutes d'avance sur Mikkola, semble avoir course gagnée. La malchance va cependant le frapper en fin de parcours, un amortisseur défaillant entraînant la rupture d'un arbre de roue. L'incident va lui faire perdre quatre heures et demie et quatre places. C'est donc Mikkola qui regagne Casablanca en vainqueur, devant son coéquipier Consten, l'équipe Peugeot s'imposant une nouvelle fois en Afrique après ses récents succès au Bandama et au Safari. Neyret termine troisième et premier pilote privé au volant de son Alpine, devant la DS de Deschazeaux qui a nettement dominé le groupe 1.

### Classements intermédiaires
Classements intermédiaires des pilotes après chaque épreuve spéciale.

### Classement général
| Pos | No | Pilote             | Copilote              | Voiture          | Temps            | Écart             | Groupe |
| --- | -- | ------------------ | --------------------- | ---------------- | ---------------- | ----------------- | ------ |
| 1   | 6  | Hannu Mikkola      | Jean Todt             | Peugeot 504      | 23 h 30 min 48 s |                   | 2      |
| 2   | 15 | Bernard Consten    | Gérard Flocon         | Peugeot 504      | 25 h 12 min 03 s | + 1 h 41 min 15 s | 2      |
| 3   | 8  | Robert Neyret      | Jacques Terramorsi    | Alpine A110 1800 | 25 h 48 min 19 s | + 2 h 17 min 31 s | 4      |
| 4   | 24 | Jean Deschazeaux   | Jean Plassard         | Citroën DS 23    | 27 h 32 min 52 s | + 4 h 02 min 04 s | 1      |
| 5   | 4  | Timo Mäkinen       | Henry Liddon          | Peugeot 504      | 28 h 01 min 03 s | + 4 h 30 min 15 s | 2      |
| 6   | 5  | Shekhar Mehta      | Bob Bean              | Datsun 160J      | 28 h 09 min 23 s | + 4 h 38 min 35 s | 2      |
| 7   | 16 | Marianne Hoepfner  | Christine Fourton     | Peugeot 504      | 30 h 51 min 03 s | + 7 h 20 min 15 s | 2      |
| 8   | 23 | Claudine Trautmann | Marie-Odile Desvignes | Peugeot 504      | 30 h 51 min 06 s | + 7 h 20 min 18 s | 1      |
| 9   | 99 | Kal Noujaim        | Jean-Claude Mages     | Peugeot 504      | 30 h 57 min 49 s | + 7 h 27 min 01 s | 1      |
| 10  | 33 | Jacques Osstyn     | J.H. Weilenmann       | Volvo 142 S      | 31 h 42 min 53 s | + 8 h 12 min 05 s | 2      |

### Hommes de tête
- ES1 à ES4 :  Markku Alén -  Ilkka Kivimäki (Fiat 124 Abarth Spider)
- ES5 à ES7 :  Hannu Mikkola -  Jean Todt (Peugeot 504)
- ES8 :  Timo Mäkinen -  Henry Liddon (Peugeot 504)
- ES9 :  Hannu Mikkola -  Jean Todt (Peugeot 504)

### Vainqueurs d'épreuves spéciales
- Markku Alén -  Ilkka Kivimäki (Fiat 124 Abarth Spider) : 4 spéciales (ES 1, 2, 4, 7)
- Hannu Mikkola -  Jean Todt (Peugeot 504) : 3 spéciales (ES 3, 5, 9)
- Timo Mäkinen -  Henry Liddon (Peugeot 504) : 2 spéciales (ES 6, 8)
- Björn Waldegård -  Claes-Göran Andersson (Fiat 124 Abarth Spider) : 1 spéciale (ES 2)

## Résultats des principaux engagés
| No | Pilote                | Copilote                  | Voiture                | Groupe | Classement général                            | Class. groupe |
| -- | --------------------- | ------------------------- | ---------------------- | ------ | --------------------------------------------- | ------------- |
| 1  | Markku Alén           | Ilkka Kivimäki            | Fiat 124 Abarth Spider | 4      | ab. dans 8e spéciale (moteur)                 | -             |
| 2  | Björn Waldegård       | Claes-Göran Andersson     | Fiat 124 Abarth Spider | 4      | ab. dans 8e spéciale (arbre de transmission)  | -             |
| 3  | Bernard Darniche      | Alain Mahé                | Fiat 124 Abarth Spider | 4      | ab. dans 3e spéciale (batterie)               | -             |
| 4  | Timo Mäkinen          | Henry Liddon              | Peugeot 504            | 2      | 5e à 4 h 30 min 15 s                          | 3e            |
| 5  | Shekhar Mehta         | Bob Bean                  | Datsun 160J            | 2      | 6e à 4 h 38 min 35 s                          | 4e            |
| 6  | Hannu Mikkola         | Jean Todt                 | Peugeot 504            | 2      | 1er                                           | 1er           |
| 7  | Walter Röhrl          | Jochen Berger             | Opel Ascona            | 2      | ab. dans 6e spéciale (traverse arrière)       | -             |
| 8  | Robert Neyret         | Jacques Terramorsi        | Alpine A110 1800       | 4      | 3e à 2 h 17 min 31 s                          | 1er           |
| 10 | Pierre Pagani         | Pierre-François Rousselot | Peugeot 504            | 2      | ab. dans 8e spéciale (enlisement)             | -             |
| 12 | Claude Laurent        | Jacques Marché            | Citroën GS             | 2      | 13e à 8 h 56 min 31 s                         | 9e            |
| 14 | Jean-Claude Briavoine | Christian Gilbert         | Renault 12 Gordini     | 2      | ab. dans 5e spéciale (réservoir percé)        | -             |
| 15 | Bernard Consten       | Gérard Flocon             | Peugeot 504            | 2      | 2e à 1 h 41 min 15 s                          | 2e            |
| 16 | Marianne Hoepfner     | Christine Fourton         | Peugeot 504            | 2      | 7e à 7 h 20 min 15 s                          | 5e            |
| 17 | Rauno Aaltonen        | Claes Billstam            | Opel Ascona            | 2      | ab. dans 5e spéciale (moteur)                 | -             |
| 18 | Jean-Paul Hoepfner    | Pierre Fourton            | Renault 17 Gordini     | 2      | ab. dans 3e spéciale (boîte de vitesses)      | -             |
| 19 | Jean-Claude Bertrand  | Bertrand                  | Datsun 240Z            | 4      | ab. aussitôt départ du prologue (collision)   | -             |
| 20 | Jean-Pierre Rouget    | Jean-Claude Bellot        | Porsche Carrera        | 3      | ab. dans 1re étape (court-circuit)            | -             |
| 22 | Christine Dacremont   | Marie-Pierre Palayer      | Peugeot 504            | 1      | ab. dans 1re spéciale (accident)              | -             |
| 23 | Claudine Trautmann    | Marie-Odile Desvignes     | Peugeot 504            | 1      | 8e à 7 h 20 min 18 s                          | 2e            |
| 24 | Jean Deschazeaux      | Jean Plassard             | Citroën DS 23          | 1      | 4e à 2 h 17 min 31 s                          | 1er           |
| 25 | Raymond Ponnelle      | Pierre de Serpos          | Citroën DS 23          | 1      | ab. dans 9e spéciale (crevaisons multiples)   | -             |
| 26 | Jean-Claude Lefèbvre  | Christian Delferrier      | Ford Escort RS2000     | 1      | ab. dans 2e étape (suspension)                | -             |
| 27 | Raymond Touroul       | David Hindenoch           | Datsun 180B            | 2      | ab. après 1re spéciale (problèmes mécaniques) | -             |
| 29 | Yveline Vanoni        | Marie-France Helly        | Peugeot 504            | 2      | ab.                                           | -             |
| 33 | Jacques Osstyn        | J.H. Weilenmann           | Volvo 142 S            | 2      | 10e à 8 h 12 min 05 s                         | 6e            |
| 34 | Georges Houel         | Jacky Heyder-Bruckner     | Renault 12 Gordini     | 2      | ab. dans 8e spéciale (joint de culasse)       | -             |
| 82 | Alain Ambrosino       | Jean-Robert Bureau        | Datsun 180B            | 2      | 11e à 8 h 36 min 56 s                         | 7e            |
| 99 | Kal Noujaim           | Jean-Claude Mages         | Peugeot 504            | 1      | 9e à 7 h 27 min 01 s                          | 3e            |

## Classement du championnat à l'issue de la course
- attribution des points : 20, 15, 12, 10, 8, 6, 4, 3, 2, 1 respectivement aux dix premières marques de chaque épreuve (sans cumul, seule la voiture la mieux classée de chaque constructeur marque des points)
- seuls les sept meilleurs résultats (sur onze épreuves) sont retenus pour le décompte final des points.
- initialement prévu du 22 au 27 avril, le rallye du Portugal devait être la quatrième manche du championnat[4], mais, pour raisons électorales, sera finalement organisé du 18 au 21 juillet, après le rallye du Maroc[5].
- le rallye de Rideau Lakes, prévu du 15 au 19 octobre[4], sera annulé en cours de saison.

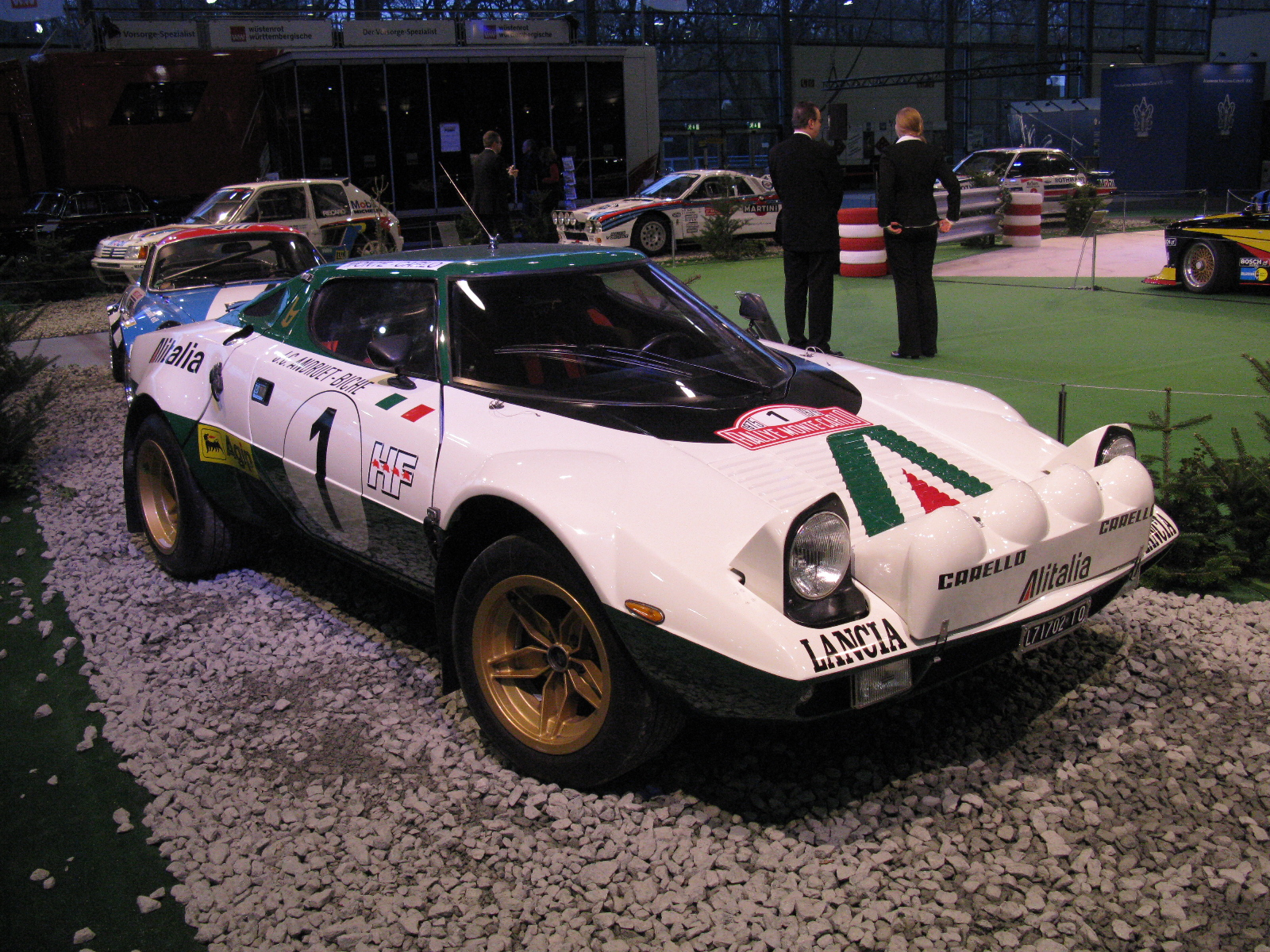
Malgré son forfait au Maroc, Lancia conserve la tête du championnat du monde.

| Pos. | Marque         | Points | M-C | SUE | SAF | ACR | MAR | POR | FIN | SAN | RID | COR | RAC |
| ---- | -------------- | ------ | --- | --- | --- | --- | --- | --- | --- | --- | --- | --- | --- |
| 1    | Lancia         | 55     | 20  | 20  | 15  | -   | -   |     |     |     |     |     |     |
| 2    | Peugeot        | 40     | -   | -   | 20  | -   | 20  |     |     |     |     |     |     |
| 3    | Alpine-Renault | 33     | 6   | -   | -   | 15  | 12  |     |     |     |     |     |     |
| 4    | Opel           | 23     | -   | 3   | -   | 20  | -   |     |     |     |     |     |     |
| 4=   | Fiat           | 23     | 15  | 8   | -   | -   | -   |     |     |     |     |     |     |
| 6    | Mitsubishi     | 22     | -   | -   | 10  | 12  | -   |     |     |     |     |     |     |
| 7    | Saab           | 15     | -   | 15  | -   | -   | -   |     |     |     |     |     |     |
| 8    | Datsun         | 12     | -   | -   | 6   | -   | 6   |     |     |     |     |     |     |
| 9    | Citroën        | 10     | -   | -   | -   | -   | 10  |     |     |     |     |     |     |
| 10   | Volvo          | 9      | -   | 2   | -   | 6   | 1   |     |     |     |     |     |     |
| 11   | Renault        | 8      | 8   | -   | -   | -   | -   |     |     |     |     |     |     |
| 11=  | Audi           | 8      | -   | -   | -   | 8   | -   |     |     |     |     |     |     |
| 13   | Alfa Romeo     | 7      | 3   | -   | -   | 4   | -   |     |     |     |     |     |     |
| 14   | Porsche        | 4      | 4   | -   | -   | -   | -   |     |     |     |     |     |     |
| 14=  | Škoda          | 4      | -   | 4   | -   | -   | -   |     |     |     |     |     |     |
| 16   | BMW            | 1      | 1   | -   | -   | -   | -   |     |     |     |     |     |     |
| 16=  | Ford           | 1      | -   | 1   | -   | -   | -   |     |     |     |     |     |     |
| 16=  | Lada           | 1      | -   | -   | -   | 1   | -   |     |     |     |     |     |     |